# Сепаратизм на Украине
Сепаратизм на Украине — явление, вызванное стремлением некоторых этнических и субэтнических групп, живущих в пределах международно признанных границ Украины, к автономии, независимости или ирредентизму (см.русский ирредентизм).

## В законодательстве
В Конституции Украины предусмотрен законный путь изменения территории государства (статьи 72, 73): всеукраинский референдум (который назначается Верховной Радой или президентом Украины; провозглашается по народной инициативе по требованию не менее трёх миллионов граждан Украины, имеющих право голоса, при условии, что подписи относительно назначения референдума собраны не менее как в двух третях областей и не менее как по сто тысяч подписей в каждой области).
Умышленные действия, осуществлённые с целью изменения территории, с нарушением порядка, установленного конституцией, или публичные призывы к таким действиям караются лишением свободы от трёх лет до пожизненного заключения (в случае, если такие действия привели к гибели людей или другим тяжким последствиям). Финансирование таких действий наказывается лишением свободы на срок от трёх до десяти лет, лишением права занимать определённые должности до трёх лет, конфискацией имущества (УК Украины, статьи 110, 110-2).